# Lazî, Voloveț
Lazî (în ucraineană Лази) este o comună în raionul Voloveț, regiunea Transcarpatia, Ucraina, formată numai din satul de reședință.

## Demografie
Componența lingvistică a comunei Lazî
     Ucraineană (99,61%)
     Alte limbi (0,39%)
Conform recensământului din 2001, majoritatea populației comunei Lazî era vorbitoare de ucraineană (99,61%), existând în minoritate și vorbitori de alte limbi.